# Pro Patria et Libertate Unione degli Sports Bustesi 1920-1921
Questa pagina raccoglie le informazioni riguardanti la Pro Patria et Libertate nelle competizioni ufficiali della stagione 1920-1921.

## Stagione
La stagione 1920-1921 vede la Pro Patria disputare la massima categoria calcistica dell'epoca: la Prima Categoria.
Disputa perciò il raggruppamento A lombardo, un raggruppamento composto da quattro squadre (Cremonese, Milan, Monza e Pro Patria), ottenendo il secondo posto con 8 punti dietro al poderoso Milan vittorioso a Busto (1-0) e (7-1) a Milano.
Entrano nell'organico biancoblù i difensori Carlo Capra e Bonansea, l'attaccante Quinto Miotti, il centrocampista Giuseppe Azzimonti. Uno dei migliori bustocchi è entrato nel giro della nazionale azzurra, si tratta di Attilio Marcora che gioca a Ginevra il 6 novembre 1921 la partita Svizzera-Italia terminata (1-1), sarà ceduto al Saronno al termine della stagione attuale.

## Rosa
| N. |                   | Ruolo | Calciatore         |
| -- | ----------------- | ----- | ------------------ |
|    | Italia (bandiera) | C     | Giuseppe Azzimonti |
|    | Italia (bandiera) | D     | Bonansea           |
|    | Italia (bandiera) | D     | Carlo Capra        |
|    | Italia (bandiera) | A     | Valentino Crosta   |
|    | Italia (bandiera) | P     | Emilio Fasoli      |
|    | Italia (bandiera) | D     | Gallazzi           |

| N. |                   | Ruolo | Calciatore      |
| -- | ----------------- | ----- | --------------- |
|    | Italia (bandiera) | C     | Ernesto Leone   |
|    | Italia (bandiera) | A     | Attilio Marcora |
|    | Italia (bandiera) | A     | Quinto Miotti   |
|    | Italia (bandiera) | D     | Vittorio Porta  |
|    | Italia (bandiera) | C     | Serena          |
|    | Italia (bandiera) | A     | Giovanni Tosi   |

## Risultati

### Prima Categoria

#### Qualificazioni lombarde (girone B)

##### Girone di andata
| Arbitro: | Muttoni (Treviglio) |

|             |           |                        |
| Defendi 80’ | Marcatori | 10’ Azzimonti 33’ Tosi |

| Arbitro: | Bistoletti (Milano) |

|                  |           |           |
| Azzimonti 4’ 44’ | Marcatori | 71’ Rossi |

| Arbitro: | Tradico (Milano) |

|                                                                                   |           |            |
| Soldera I 25’ Loiacono 50’ Varese 60’ Bellolio 66’ Soldera I 80’ Bellolio 84’ 87’ | Marcatori | 44’ Miotti |

##### Girone di ritorno
| Arbitro: | Livraghi (Milano) |

|                              |           |  |
| Azzimonti 10’ 42’ Miotti 75’ | Marcatori |  |

| Arbitro: | Sessa (Milano) |

|  |           |                |
|  | Marcatori | 40’ 75’ Miotti |

| Arbitro: | Barnabò (Milano) |

|  |           |              |
|  | Marcatori | 4’ Soldera I |

### Statistiche dei giocatori
| Giocatore    | Prima Categoria | Prima Categoria |
| Giocatore    | Presenze        | Reti            |
| ------------ | --------------- | --------------- |
| G. Azzimonti | 6               | 5               |
| ?. Bonansea  | 6               | 0               |
| C. Capra     | 6               | 0               |
| V. Crosta    | 6               | 0               |
| E. Fasoli    | 6               | -10             |
| ?. Gallazzi  | 6               | 0               |
| E. Leone     | 5               | 0               |
| A. Marcora   | 6               | 0               |
| Q. Miotti    | 6               | 4               |
| V. Porta     | 6               | 0               |
| ?. Serena    | 1               | 0               |
| G. Tosi      | 6               | 1               |